# Damarchus oatesi
Espèce
Damarchus oatesi est une espèce d'araignées mygalomorphes de la famille des Bemmeridae.

## Distribution
Cette espèce est endémique de Birmanie.

## Description
Le mâle syntype mesure 14,5 mm et la femelle syntype 22 mm.

## Étymologie
Cette espèce est nommée en l'honneur d'Eugene William Oates.

## Publication originale
- Thorell, 1895 : Descriptive catalogue of the spiders of Burma. London, p. 1-406 (texte intégral).